# グロウ (チョンのアルバム)
グロウ（Grow）は、アメリカのマスロックバンド、チョンのデビューアルバムである。
"Book"と"But"にはアニマルズ・アズ・リーダーズのマット・ガーストカが参加している。

## 収録曲
1. Ghost
2. Cloudy
3. Gift
4. Visit
5. Petal
6. Pitch Dark
7. Rosewood
8. If
9. Spike
10. End
11. Thanks
12. Peace

## チャート
ビルボード200の2015年4月11日付で23位を記録した。